# Bundesstraße 473
Pour les articles homonymes, voir Route 473.
La Bundesstraße 473 est une Bundesstraße du Land de Rhénanie-du-Nord-Westphalie.

## Géographie
La route traverse le Münsterland et la Basse-Rhénanie.

## Histoire
La B 473 est créée au début des années 1960 pour améliorer le réseau routier fédéral ; cette route fédérale est très fréquentée et importante, car elle est une fonction de liaison pour le trafic de Bocholt et de sa région vers la Bundesautobahn 3 et améliore ainsi considérablement l'infrastructure de la circulation. Avec l'ouverture du nouveau tracé de la Bundesstraße 67, le tronçon entre la nouvelle et l'ancienne B 67 à Bocholt est redésigné comme Landesstraße et en même temps prolongé par le tunnel périphérique ouest.

## Source
- (de) Cet article est partiellement ou en totalité issu de l’article de Wikipédia en allemand intitulé « Bundesstraße 473 » (voir la liste des auteurs).

1. ↑  (de) « Zehn Verletzte nach Unfall auf der B 473 », sur Borkener Zeitung, 2017 (consulté le 16 mars 2022)